# Le Vaticinateur
Le Vaticinateur est un tableau réalisé par le peintre italien Giorgio De Chirico pendant l'hiver 1914-1915 à Paris. Cette huile sur toile est une nature morte métaphysique représentant un mannequin devant un tableau noir. Elle est conservée au Museum of Modern Art, à New York.